# André Wasiman
André Wasiman (Paramaribo, 11 april 1962) is een voormalig profvoetballer uit Nederland, die als middenvelder speelde. Hij kwam uit voor Excelsior, FC Eindhoven, FC Volendam en Dordrecht'90. Als speler van het Kleurrijk Elftal van Suriname miste hij in 1989 vanwege verplichtingen in de nacompetitie de fatale vlucht naar vliegveld Zanderij. Na zijn carrière ging Wasiman aan de slag als spelersmakelaar. Hij behartigde onder meer de belangen van Royston Drenthe, die zich bij zijn transfer naar Real Madrid echter ontdeed van Wasiman. 